# Rennier Gadabu

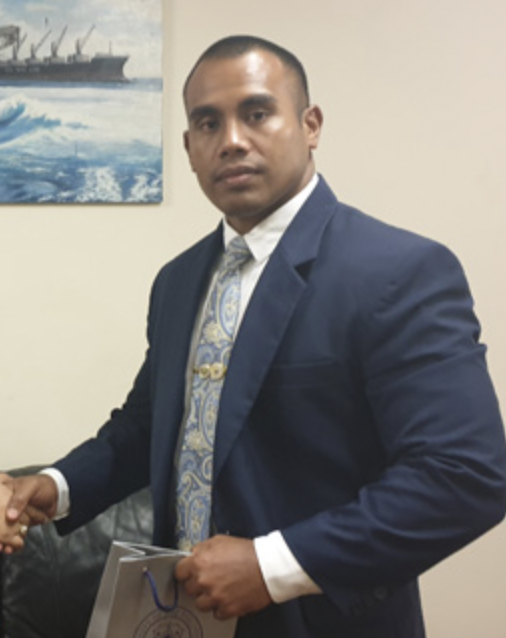
Rennier Gadabu

Rennier Stanislaus Gadabu ist ein nauruischer Politiker. Gadabu ist seit August 2019 Abgeordneter des nauruischen Parlaments sowie Minister des Landes.

## Biographie
Gadabu arbeitete mehrere Jahre lang als Quarantänebeamter. Er absolvierte ein Studium an der University of the South Pacific und schloss dieses mit einem Bachelor in Landwirtschaft (2012) sowie einem Postgraduiertendiplom zum Fachgebiet Klimawandel (2014) ab. Anschließend wurde Gadabu als Fellow der Alliance of Small Island States aufgenommen und arbeitete als Erster Sekretär der Ständigen Vertretung Naurus bei den Vereinten Nationen in New York City. Als Mitglied der nauruischen Delegation nahm Gadabu im November 2017 an der UN-Klimakonferenz in Bonn teil. Er bewarb sich bei der Parlamentswahl im August 2019 im Wahlkreis Aiwo erstmals um einen Sitz als Abgeordneter und erreichte mit 368,115 Stimmen (System Dowdall) den ersten Platz unter acht Bewerbern, vor den amtierenden Parlamentsmitgliedern Milton Dube und Aaron Cook. Wenige Tage später wurde Gadabu durch Präsident Lionel Aingimea zum Minister für Handel, Industrie und Umwelt, für den Klimawandel sowie für Infrastrukturentwicklung berufen.
Der Enkel von Raymond Gadabu stammt aus dem Distrikt Boe und ist seit Januar 2010 verheiratet.